# کوانگ نگای
کوانگ نگای (به لاتین: Quảng Ngãi) یک شهر در ویتنام است که در استان کوانگ نگای واقع شده‌است.

## خصوصیات
کوانگ نگای ۳۷٫۱۲ کیلومترمربع مساحت و ۱۱۹٬۲۵۱ نفر جمعیت دارد.